# Light & Heavy: The Best of Iron Butterfly
Light & Heavy: The Best of Iron Butterfly je výběr nejlepších písní skupiny Iron Butterfly. Zahrnuje skladby z let 1967-1970.

## Seznam skladeb
1. "Iron Butterfly Theme" – 4:34
2. "Possession" – 2:45
3. "Unconscious Power" – 2:32
4. "You Can't Win" – 2:41 (Bonus Track)
5. "So-Lo" – 4:05 (Bonus Track)
6. "In-A-Gadda-Da-Vida" – 17:05
7. "Most Anything You Want" – 3:44
8. "Flowers and Beads" – 3:05
9. "My Mirage" – 4:55 (Bonus Track)
10. "Termination" – 3:00
11. "In the Time of Our Lives" – 4:52
12. "Soul Experience" – 2:53
13. "Real Fright" – 2:44 (Bonus Track)
14. "In the Crowds" – 2:13
15. "It Must Be Love" – 4:26
16. "Butterfly Bleu" - 13:56
17. "Belda-Beast" – 5:45 (Bonus Track)
18. "I Can't Help But Deceive You, Little Girl" – 3:34
19. "New Day" – 3:20 (Bonus Track)
20. "Stone Believer" – 4:25
21. "Soldier in Our Town" – 3:22 (Bonus Track)
22. "Easy Rider (Let the Wind Pay the Way)" – 3:07

## Sestava
- Doug Ingle - Zpěv, klávesy

- Darryl DeLoach - Zpěv, tamburína, perkuse

- Danny Weis - Kytara

- Jerry Penrod - Basová kytara

- Ron Bushy - Bicí

- Erik Brann - Kytara, zpěv

- Lee Dorman - Basová kytara, zpěv

- Mike Pinera - Kytara, zpěv, klávesy

- Larry "Rhino" Reinhardt - Kytara